# Plesiolena
Genre
Plesiolena est un genre d'araignées mygalomorphes de la famille des Actinopodidae.

## Distribution
Les espèces de ce genre sont endémiques du Chili.

## Liste des espèces
Selon World Spider Catalog (version 14.0, 2013) :
- Plesiolena bonneti (Zapfe, 1961)
- Plesiolena jorgelina Goloboff, 1994

## Publication originale
- Goloboff & Platnick, 1987 : A review of the Chilean spiders of the superfamily Migoidea (Araneae, Mygalomorphae). American Museum Novitates, no 2888, p. 1-15 (texte intégral).